# Homo olteniensis
Homo olteniensis (Australoanthropus olteniensis) est le nom donné à plusieurs ossements fossiles, datés d'environ 2 millions d'années, découverts en 1962 à Bugiulești (județ de Vâlcea), en Roumanie, par le paléoanthropologue Constantin S. Nicolaescu-Plopșor.

## Historique
Les ossements fossiles ont été découverts en 1962 par le paléoanthropologue roumain Constantin S. Nicolaescu-Plopșor, qui les a baptisés Australoanthropus olteniensis (l'homme méridional d'Olténie), en considérant qu'ils appartenaient à une variété d'Homo habilis. Il pensait que l'Homme d'Olténie était bipède, fabriquait des outils, et chassait dans les marais du lac Getic.
Après sa spécialisation à l'Institut d'Anthropologie de Paris, Plopșor était retourné en 1934 en Olténie et avait entrepris des recherches archéologiques dans la vallée de Desnățui.
Les ossements ont été présentés lors de la session scientifique du Centre des sciences sociales de Craiova le 21 février 1981, et lors de la conférence de presse du 13 mars 1981 sur la découverte du plus ancien Homme d'Europe, Australanthropus olteniensis.
Selon des sources roumaines récentes, ces fossiles consisteraient en deux fémurs et un tibia, et non un crâne.

En 1993, le chercheur belge Jean-Marie Cordy, qui a examiné les ossements, a estimé qu'ils appartenaient à un ours et non à un humain.

## Conservation
Les trois ossements fossiles controversés sont conservés à l'Institut d'archéologie de Bucarest.
D'autres fossiles d'animaux trouvés à proximité sont exposés dans une salle spéciale, au Musée d'Olténie à Craiova.